# Galleria nazionale d'arte antica di palazzo Corsini
La Galleria nazionale d'arte antica di palazzo Corsini è un museo artistico di Roma, ospitato nel Palazzo Corsini alla Lungara, presso il rione Trastevere. Il museo, parte della raccolta della Galleria nazionale d'arte antica, conserva un nucleo di raffinate opere, per lo più di pittura italiana e fiamminga tra il XVI e il XVII secolo.

## Storia
Il nucleo primordiale della collezione ebbe origine nel corso del XVII secolo grazie alle raccolte del cardinale Neri Maria Corsini, alle quali si aggiunsero nella prima metà del XVIII secolo altre opere provenienti dai vari rami della famiglia Corsini, insieme a vari doni ottenuti grazie al prestigioso status sociale acquisito.
Nel 1883, il palazzo e le sue proprietà sono state vendute allo Stato, determinando la nascita della Galleria nazionale d'arte antica, parte della quale si trova attualmente a Palazzo Barberini.

## Collezione
La raccolta, arricchita grazie ai lasciti e alle donazioni Corsini a partire dal Settecento, vanta un raffinato nucleo di dipinti che spazia tra XIV e XVIII secolo, con una predominanza della pittura italiana (specialmente romana, bolognese e napoletana) barocca e importanti esempi di opere di bamboccianti e paesaggisti.
La prima sala della galleria vanta un gran numero di tele di grandi dimensioni del XVII e XVIII secolo, per lo più a soggetto paesaggistico e religioso. La sala successiva ospita un nucleo dei cosiddetti pittori "primitivi", tra cui spicca il Trittico con Pentecoste, Giudizio Universale e Ascensione di Beato Angelico, rara opera quattrocentesca presente in galleria sin dal 1740. L'arte rinascimentale è rappresentata da alcune opere, tra le quali l'Adorazione dei pastori, dipinto di Jacopo Bassano.
L'arte barocca è costituita da un eccezionale numero di capolavori, come il San Sebastiano curato dagli angeli (1602-1603), opera romana del pittore Peter Paul Rubens, la Madonna della Paglia, tela legata al soggiorno italiano di Antoon van Dyck, la Madonna col Bambino di Bartolomé Esteban Murillo e il San Giovanni Battista di Caravaggio (1603). Al suo fianco è la Madonna col Bambino, affascinante opera di Orazio Gentileschi, già attribuita a Caravaggio stesso.
Nella sala dedicata al Settecento si conserva un vasto nucleo di opere di Carlo Maratta, come la Madonna col Bambino, Martirio di sant'Andrea, Rebecca alla fonte e  la Fuga in Egitto, oltre al Trionfo di Ovidio di Nicolas Poussin. Le sale successive offrono squisiti esempi di arte emiliana (con opere di Giovanni Lanfranco) e della pittura seicentesca napoletana. In quest'ultima categoria vanno segnalate le opere di Salvator Rosa, alla cui produzione è legata il sanguinolento Prometeo e le ariose tele raffiguranti Battaglie e Paesaggi. Nella medesima sala è custodito il grandioso Venere scopre Adone morto, capolavoro di Jusepe de Ribera (1637) in cui predomina il chiaro colorismo tipico di Diego Velázquez. Esemplare è anche la tela raffigurante Cristo tra i dottori, opera di Luca Giordano, allievo del Ribera.

## Opere esposte
- Andrea del Sarto
  - Madonna col Bambino
- Baciccio

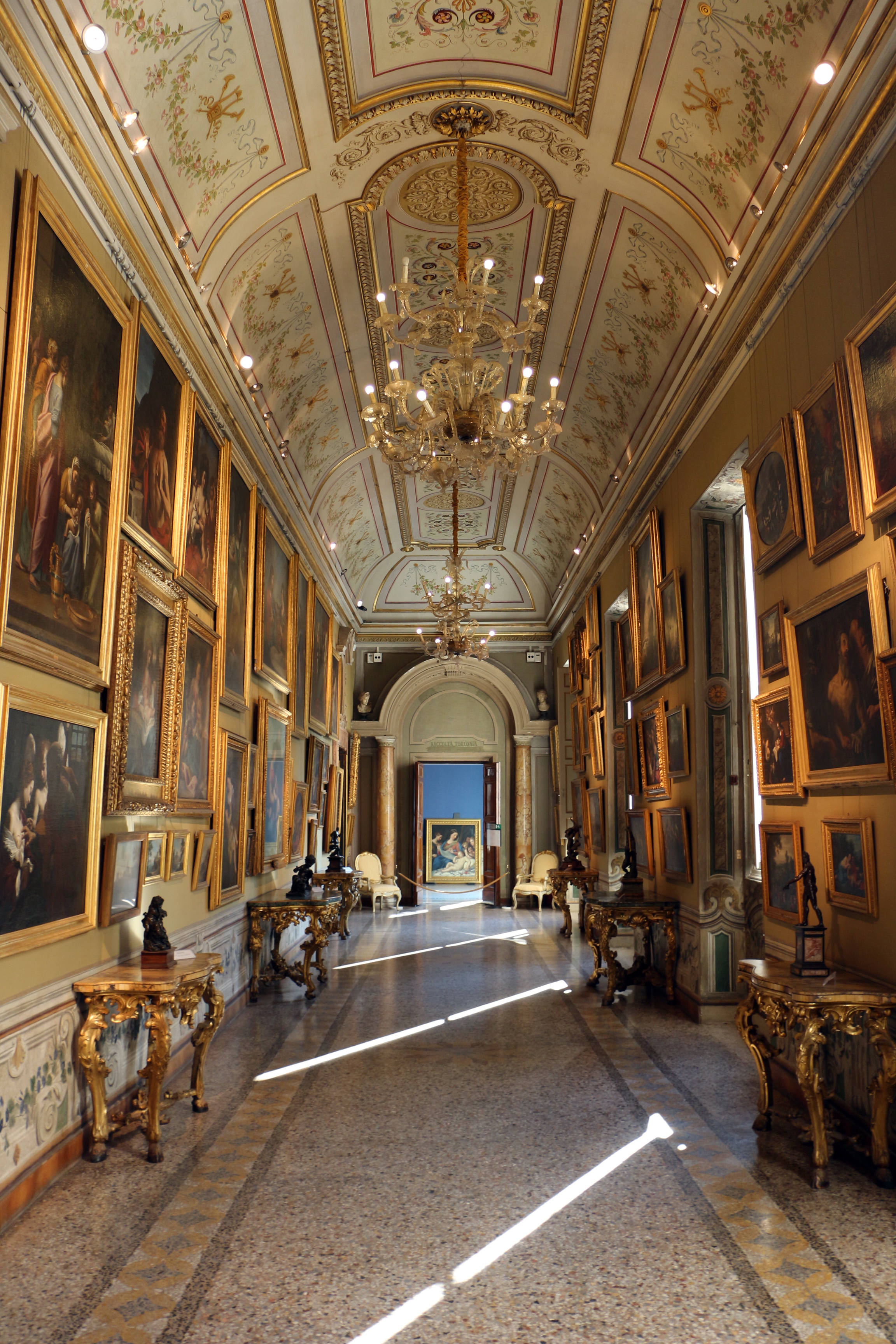
Quadreria di Palazzo Corsini

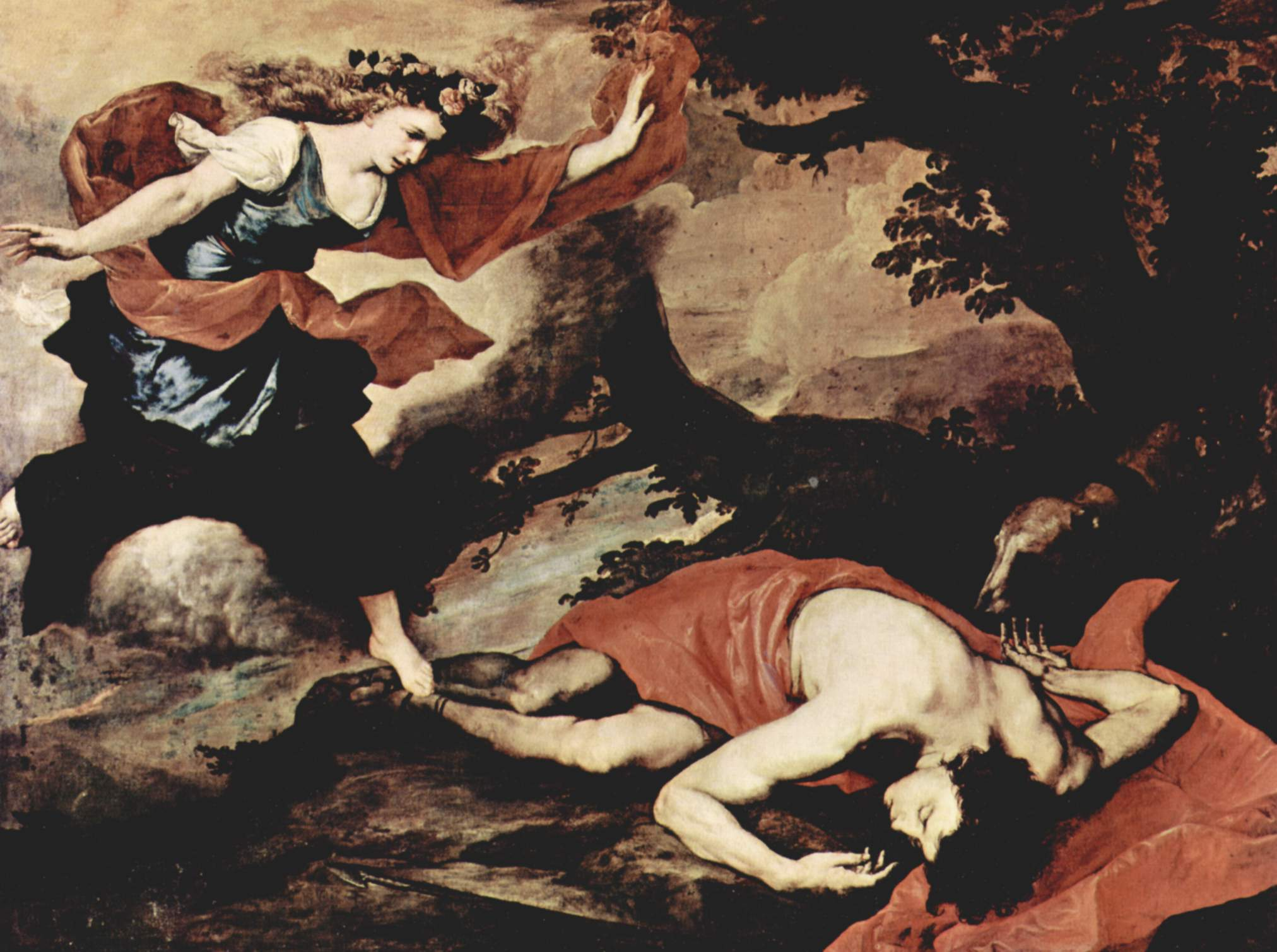
Jusepe de Ribera detto Lo Spagnoletto, Venere scopre Adone morto, 1637

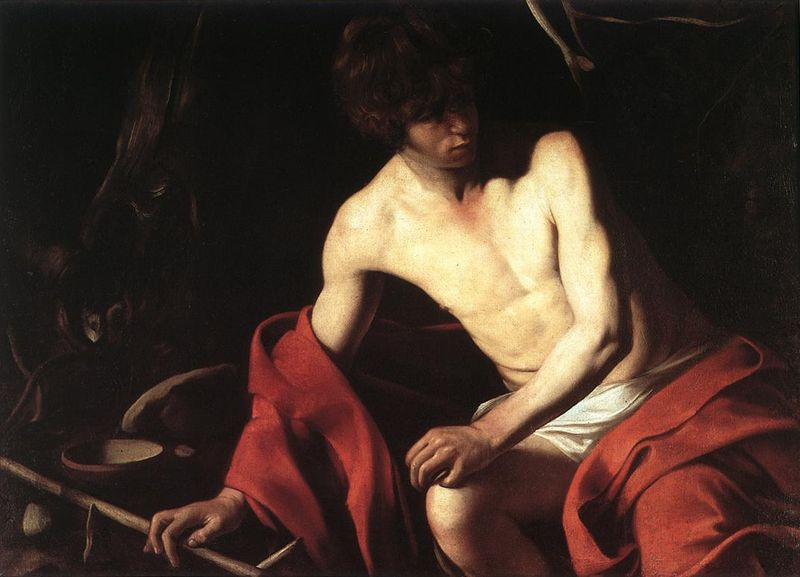
Caravaggio, San Giovanni Battista, 1602 circa

  - Ritratto del cardinale Neri Corsini
- Jacopo Bassano
  - Adorazione dei pastori
- Beato Angelico
  - Trittico del Giudizio Universale
- Marco Benefial
  - Visione di santa Caterina Fieschi
- Christian Berentz
  - Lo spuntino elegante
- Caravaggio
  - San Giovanni Battista
- Rosalba Carriera
  - I quattro elementi
- Fra Bartolomeo
  - Sacra Famiglia
- Orazio Gentileschi
  - Madonna col Bambino
- Luca Giordano
  - La disputa di Gesù tra i dottori
- Giovanni da Milano
  - Polittico con Storie di Cristo
- Giovanni Lanfranco
  - Sant'Agata in carcere con san Pietro e l'angelo
- Carlo Maratta
  - Rebecca ed Eliazer al pozzo
- Bartolomé Esteban Murillo
  - Madonna col Bambino
- Giambattista Piazzetta
  - Giuditta e Oloferne
- Mattia Preti
  - Tributo della moneta
- Nicolas Poussin
  - Trionfo di Ovidio
- Guido Reni
  - Salomè con la testa di Giovanni Battista
- Jusepe de Ribera
  - Venere e Adone
- Salvator Rosa
  - Supplizio di Prometeo
- Peter Paul Rubens
  - San Sebastiano curato dagli angeli
  - Studio di testa
- Simon Vouet
  - Erodiade con la testa del Battista